# Lyren
Lyren är en sjö i Finspångs kommun och Hallsbergs kommun i Närke och ingår i Motala ströms huvudavrinningsområde. Sjön har en area på 1,47 kvadratkilometer och ligger 86,4 meter över havet. Sjön avvattnas av vattendraget Emmaån (Boverkeån).

## Delavrinningsområde
Lyren ingår i det delavrinningsområde (652283-147968) som SMHI kallar för Utloppet av Lyren. Medelhöjden är 95 meter över havet och ytan är 11,18 kvadratkilometer. Räknas de 13 avrinningsområdena uppströms in blir den ackumulerade arean 262,57 kvadratkilometer. Emmaån (Boverkeån) som avvattnar avrinningsområdet har biflödesordning 3, vilket innebär att vattnet flödar genom totalt 3 vattendrag innan det når havet efter 68 kilometer. Avrinningsområdet består mestadels av skog (82 procent). Avrinningsområdet har 1,46 kvadratkilometer vattenytor vilket ger det en sjöprocent på 13,1 procent.